# Anelaphus magnipunctatus
Anelaphus magnipunctatus es una especie de escarabajo longicornio del género Anelaphus, categorizada en la tribu Elaphidiini, de la subfamilia Cerambycinae. Fue descrita por Knull en 1934.

## Descripción
Mide 11-14 mm de longitud.

## Distribución
Se distribuye por Estados Unidos.